# Rhabdolaimus brachyuris
Rhabdolaimus brachyuris is een rondwormensoort uit de familie van de Rhabdolaimidae. De wetenschappelijke naam van de soort is voor het eerst geldig gepubliceerd in 1954 door Meyl.